# Tornio
Tornio (Zweeds: Torneå) is een gemeente in het Finse landschap Lapland. De gemeente heeft een totale oppervlakte van 1.188,7 km² en telt 21.227 inwoners (2022).
Een van de producten waar het plaatsje bekend om staat, is het biermerk Lapin Kulta.

## Ligging
Tornio vormt een dubbelstad met zijn Zweedse buur Haparanda aan de overzijde van de rivier Torne, die hier uitmondt in de Botnische Golf. Er is veel verkeer tussen beide steden. Het eiland in de monding van de rivier is van Tornio. De rivier is nauwelijks begaanbaar voor schepen.

## Klimaat
Tornio heeft een subarctisch klimaat dat beperkt wordt getemperd door de aanwezigheid van de zee. Het kent een warme zomer die overigens maar van korte duur is. De temperatuur over het hele jaar is 2,6°C. De neerslag is redelijk evenwichtig gespreid over het hele jaar en is iets meer dan 600 millimeter op jaarbasis.

## Economie
In de plaats staat de belangrijkste fabriek van roestvast staalbedrijf Outokumpu. Het chromieterts wordt vanuit Kemi aangevoerd. In 1976 werd het eerste erts verwerkt en de fabriek had toen een capaciteit van 50.000 ton op jaarbasis. Inmiddels is de capaciteit uitgebreid naar 1,2 miljoen ton per jaar. De fabriek in een geïntegreerd staalbedrijf met vlamboogovens, walserijen en andere installaties voor de verder afwerking van het roestvast staal. Outokumpu Shipping Oy verzorgt het zeetransport naar klanten en deel van het staal gaat naar de Outokumpu fabriek in Terneuzen voor verdere behandeling.

## Vervoer
Tornio ligt aan de Europese weg 75; heeft samen met Kemi een vliegveld voor binnenlandse vluchten en heeft een bus- en treinstation. Het treinstation wordt alleen nog gebruikt voor goederenvervoer. Voor reizigers is er de halte Tornio-Itäinen (Tornio-Oost). Eenmaal per dag komt er een trein voorbij; ofwel een trein naar Kemi (zuidwaarts) ofwel een trein naar Kolari (noordwaarts). Het meest gebruikte openbaar vervoer is de bus. 
Tornio heeft sinds 1919 ook een spoorverbinding met het Zweedse Haparanda. Dit is de enige spoorverbinding tussen Finland en Zweden. Op deze lijn is in 1992 het personenvervoer gestaakt. De lijn is uitgevoerd in zowel het Finse breedspoor als het Zweedse normaalspoor. 

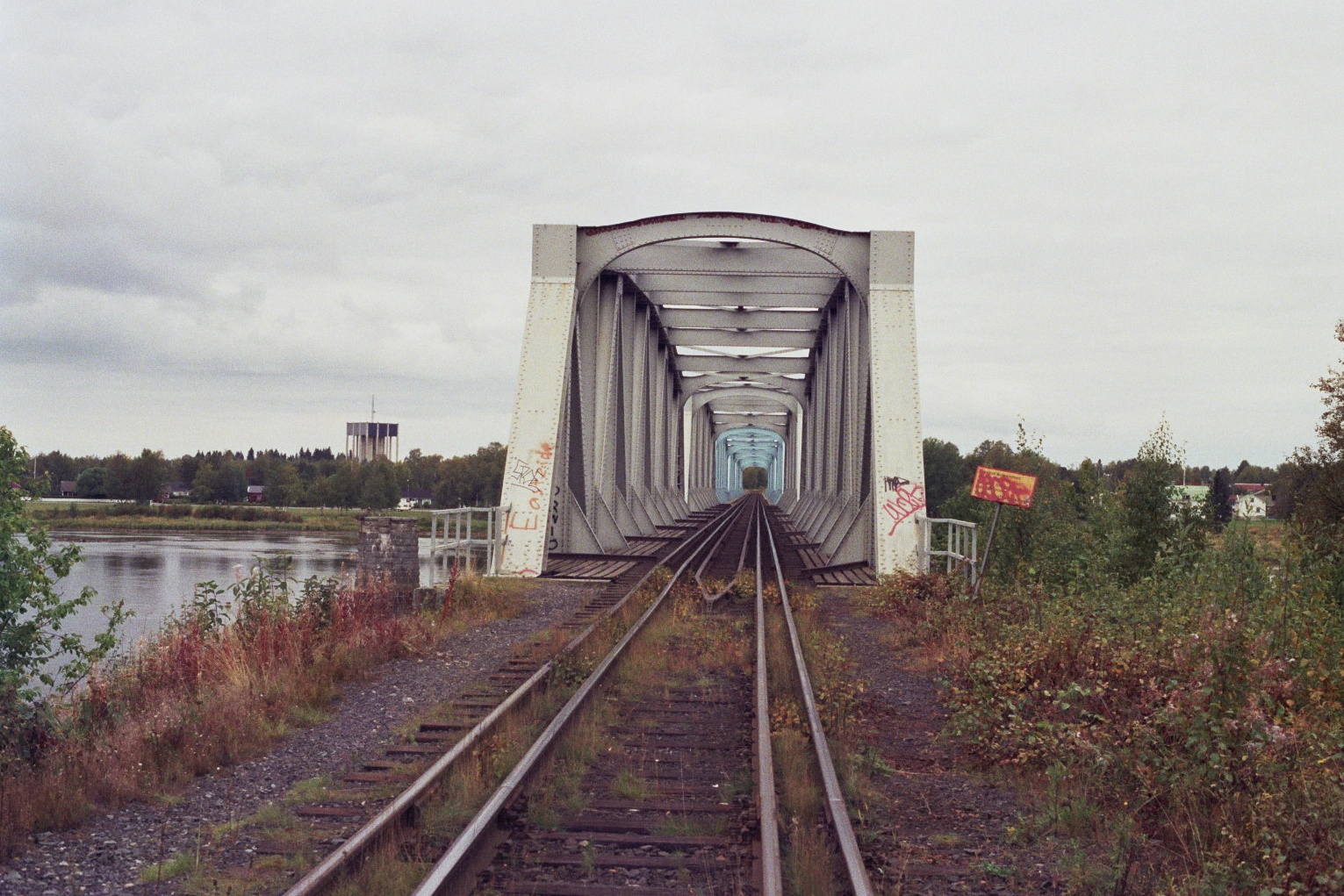
Spoorbrug van Tornio naar Haparanda (Zweden) met vierrailig spoor

De haven van Tornio is zes maanden per jaar onbereikbaar vanwege het dichtvriezen van de Botnische Golf. IJsbrekers moeten ervoor zorgen dat de haven over zee enigszins bereikbaar blijft.

## Bezienswaardigheden
Er is een museum over de historie van het Tornedalen (Tornionlaaksonmuseo) en de Alatorniokerk uit 1797; een van de grootste kerken van noord Finland.

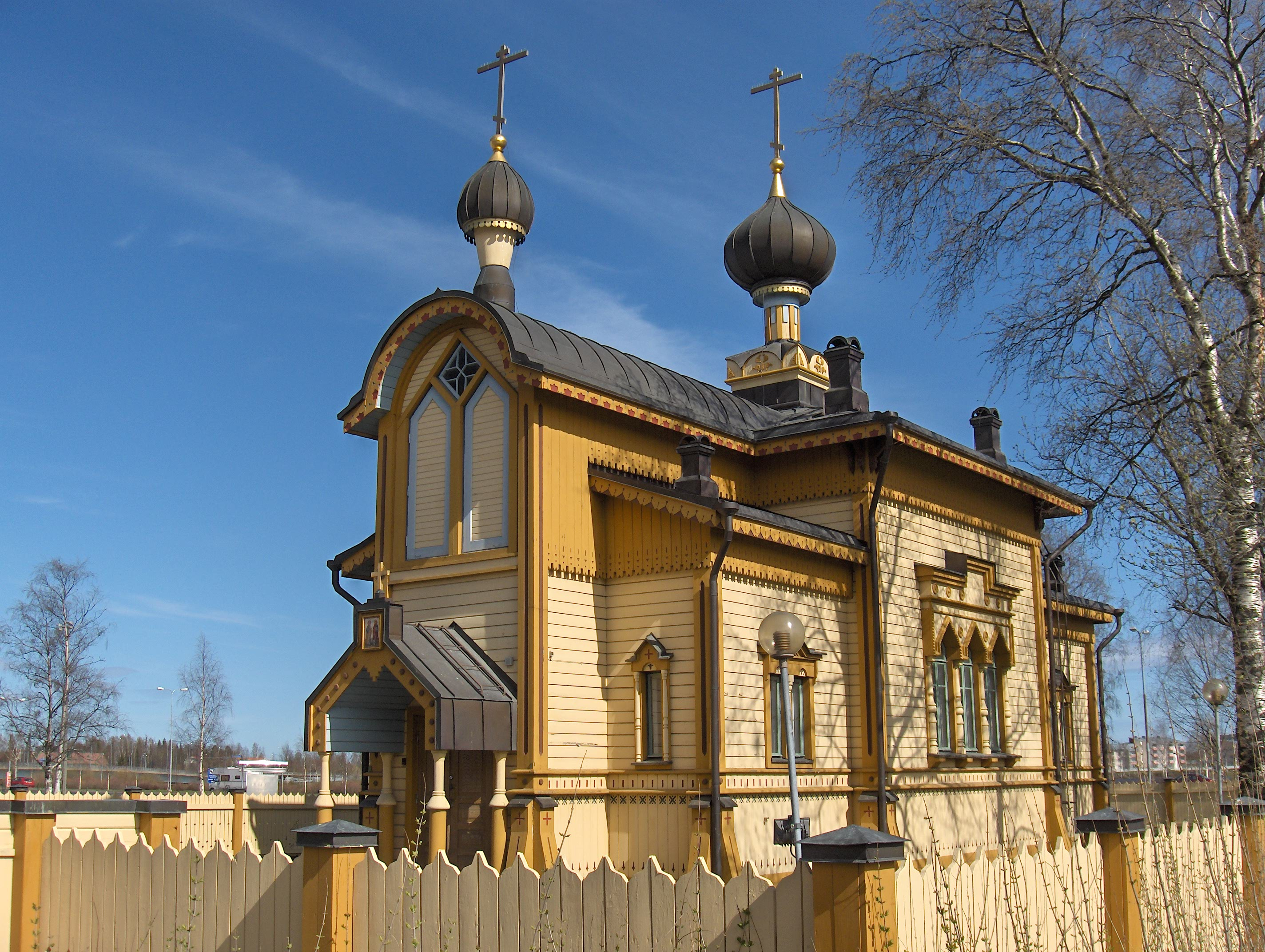
Orthodoxe kerk (2007)
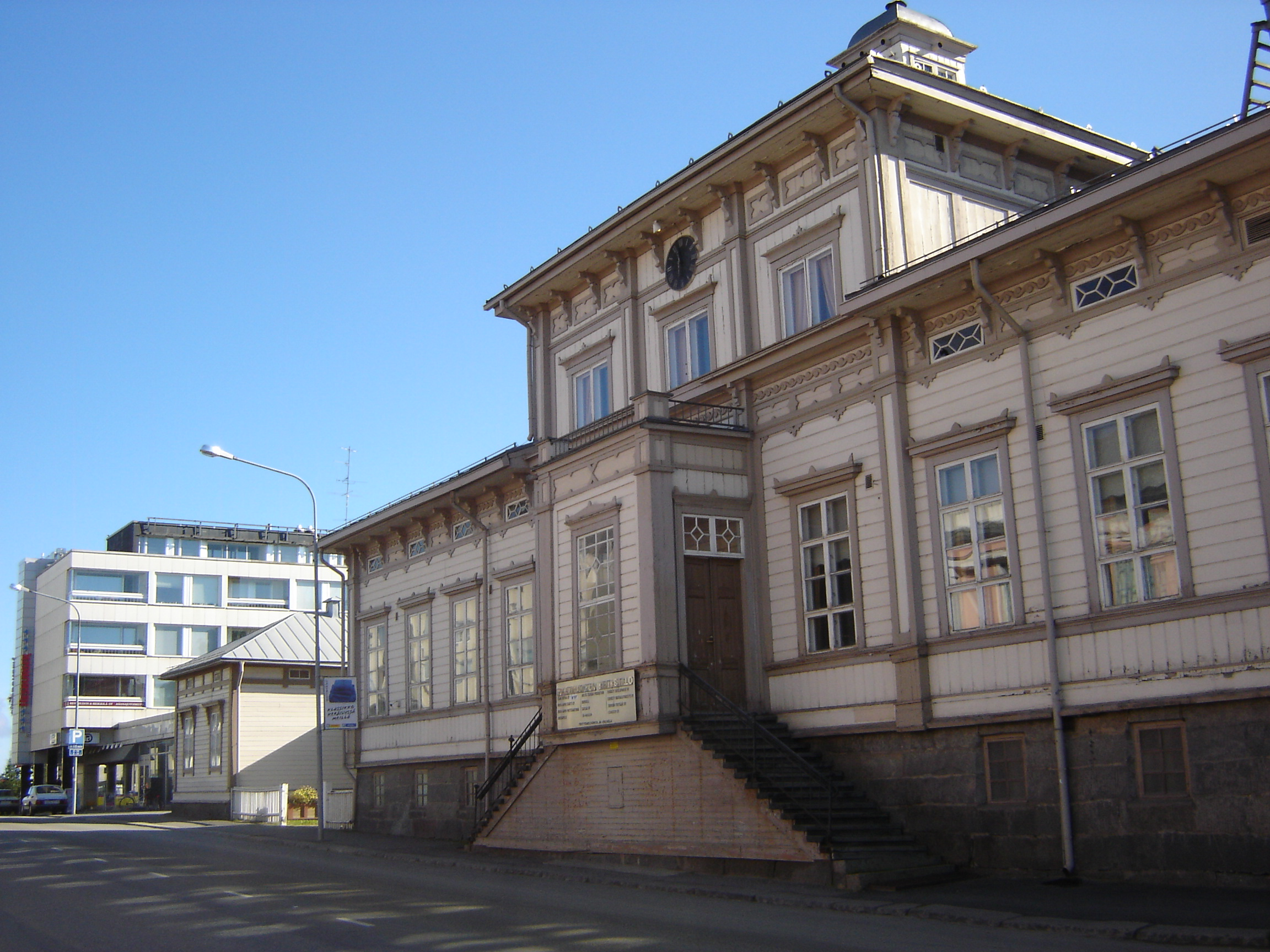
Stadhuis (2007)

## Geboren in Tornio
- Kalle Palander (1977), alpineskiër
- Henri Sillanpää (1979), voetballer
- Teemu Tainio (1979), voetballer